# Eróstrato

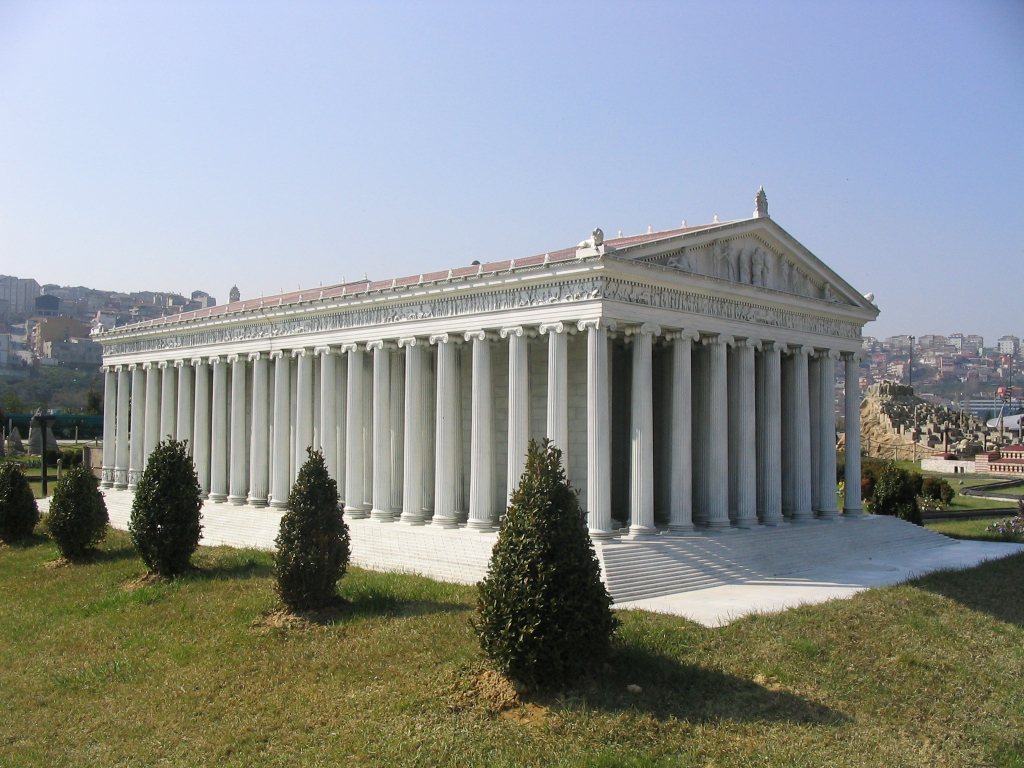
Maqueta del Templo de Artemisa, Miniatürk, Estambul.

Eróstrato o Heróstrato (en griego: Ἡρόστρατος) fue un hombre de Éfeso, convertido en incendiario. Fue acusado como el responsable de la destrucción del templo de Artemisa de Éfeso, considerado una de las siete maravillas del mundo antiguo, el 21 de julio del año 356 a. C., coincidiendo, según Plutarco, con el nacimiento de Alejandro Magno. La conclusión instigó la creación de una ley damnatio memoriae que prohibía que cualquiera mencionara su nombre, oralmente o por escrito. La ley fue en últimas inefectiva, como se evidencia en las descripciones existentes sobre sus crímenes. Por lo tanto, Eróstrato se ha convertido en un epónimo para una persona que comete un acto criminal con el objeto de hacerse famosa.

## Registro histórico
La confesión del propósito de su crimen le fue sacada bajo tortura, ordenada por Artajerjes. Según registra la historia, su único fin fue lograr fama a cualquier precio. Al descubrirse la intención del incendiario no solo se lo ejecutó, sino que también se prohibió, bajo pena de muerte, el registro del nombre de este para las generaciones futuras, lo cual, evidentemente, no bastó para borrar de la historia ni el nombre ni tampoco la acción. En cita de Valerio Máximo: «Se descubrió que un hombre había planeado incendiar el templo de Diana en Éfeso, de tal modo que por la destrucción del más bello de los edificios su nombre sería conocido en el mundo entero». También el escritor e historiador griego Teopompo reseñó el incendio y registró para la historia el nombre de Eróstrato.

## El nombre en la cultura y la ciencia
La acción realizada por Eróstrato, y su intención de lograr la fama a cualquier precio, han tenido eco en la modernidad. En el ambiente académico de la psicología se denomina complejo de Eróstrato al trastorno según el cual el individuo busca sobresalir, distinguirse y ser el centro de atención.
El nombre de Eróstrato ha pasado a las lenguas modernas. 
- De él se acuñó el término «erostratismo», que según el Diccionario de la lengua española significa: 'manía que lleva a cometer actos delictivos para conseguir renombre'.[4]
- En alemán, Herostrat es un individuo en constante búsqueda de la fama.
- El término inglés Herostratic fame ('fama erostrática'), del mismo modo, se refiere a Eróstrato.
- Miguel de Cervantes, en Don Quijote de la Mancha, capítulo VIII de la Segunda parte, escribe: «También viene con esto lo que cuentan de aquel pastor, que puso fuego y abrasó el templo famoso de Diana, contado por una de las siete maravillas del mundo, sólo porque quedase vivo su nombre en los siglos venideros; y aunque se mandó que nadie le nombrase ni hiciese por palabra o por escrito mención de su nombre, porque no consiguiese el fin de su deseo, todavía se supo que se llamaba Eróstrato».[5]
- Baltasar Gracián, en su alegoría filosófica titulada El Criticón, escribía sobre Eróstrato: «Éste es el que pegó fuego al célebre templo de Diana, en efeto, no más de porque se hablasse dél en el mundo».[6]
- Victor Hugo, en su poema Ce que dit la bouche d'ombre (Lo que dice la boca de sombra) (1855), incluido en el libro Les contemplations, menciona, entre otros personajes histórico-ficticios, a Eróstrato: «...Y el viento, que hace mucho soplaba en las Sodomas / mezcla en el sucio hogar y bajo el vil caldero / al humo de Eróstrato con la llama de Nerón».[7]
- Marcel Schwob escribió un cuento corto sobre Eróstrato titulado Eróstrato incendiario, que forma parte del libro Vidas imaginarias, publicado en 1896. En él se puede leer: «No alegó más causa a su acción que la pasión por la gloria y la alegría de oír su nombre».[8]
- Antón Chéjov, en su cuento «Tolsty i tonki» («El gordo y el flaco»), hace referencia a él con estas palabras: «—Íbamos juntos a la escuela —repitió el flaco—. ¿Te acuerdas de cómo te hacían rabiar llamándote Eróstrato por haber quemado un libro oficial con un cigarrillo?...»[9]
- Jean-Paul Sartre escribió un cuento corto titulado Erostratus como parte de El muro (1939). En la historia, un hombre planea cometer crímenes violentos al azar a fin de conseguir fama.
- Terenci Moix es el autor de un libro titulado Chulas y famosas: La venganza de Eróstrato.
- Vicente Gutiérrez Escudero escribió un libro de poesía titulado Traqueotomía y otros puzzles: hermano Eróstrato.
- Herostratus es una película británica de 1967 del cineasta australiano Don Levy.
- El escritor español Miguel de Unamuno, en su novela Amor y pedagogía, nombra a este personaje para hacer referencia al ansia de inmortalidad inherente al ser humano. La misma idea también se repite en Del sentimiento trágico de la vida, capítulo III, «El hambre de inmortalidad».
- Julio Verne, en su cuento corto «Un drama en los aires», hace referencia a Eróstrato. Al preguntarle su nombre, el personaje que sube de polizón e intenta derribar el globo donde se desarrolla la trama responde: «Me llamo Eróstrato o Empédocles, como más le guste». Se refiere al primero como destructor de una maravilla (en este caso el globo) y al segundo como un suicida que busca una muerte digna de él.
- Eróstrato es el protagonista del relato «Eróstrato, o la búsqueda de la inmortalidad», que aparece en el Libro de las recreaciones del filósofo y escritor español Carlos Blanco Pérez.
- Lope de Vega, en el cuarto verso del segundo cuarteto del soneto 133 de sus Rimas, dice: «y para se[r] Eróstrato, abrasaros». De esta forma hace referencia a su pasión por Lucinda y de forma indirecta a su obsesión por lograr la fama literaria. Lope de Vega también menciona a Eróstrato en el verso 1891 de la comedia El castigo sin venganza, aunque se trata de una equivocación. Tal y como indica A. David Kossoff en su edición de la obra, Lope quiso mencionar a Erasístrato, pero su memoria le debió fallar y confundió sus nombres.[10]
- Luis Martín de la Plaza, en un soneto dedicado a San Ignacio («Por vivir inmortal con impío pecho»), relata la quema del templo como anteposición a las buenas acciones de San Ignacio.
- Fernando Pessoa escribió «Eróstrato y la búsqueda de la inmortalidad», en donde reflexiona acerca de la fama póstuma que ha de llegarle al escritor en vida desconocido.